# Cantone di Montbéliard-Est
Il Cantone di Montbéliard-Est era una divisione amministrativa dell'Arrondissement di Montbéliard.
A seguito della riforma approvata con decreto del 25 febbraio 2014, che ha avuto attuazione dopo le elezioni dipartimentali del 2015, è stato soppresso.

## Composizione
Comprendeva parte della città di Montbéliard e il comune di Bethoncourt.